# Rodney King
Rodney Glen King (Sacramento, 2 aprile 1965 – Rialto, 17 giugno 2012) è stato un tassista statunitense divenuto celebre per essere stato vittima, il 3 marzo 1991, di un violento pestaggio da parte di diversi agenti del Los Angeles Police Department.

## Biografia
King era nato a Sacramento e crebbe ad Altadena. Suo padre, un alcolista, morì nel 1984, a 42 anni. Il 3 marzo 1991, fu vittima di un violento pestaggio da parte di diversi agenti del Los Angeles Police Department: King, alla guida, era stato segnalato per eccesso di velocità ma, anziché fermarsi decise di darsi alla fuga, dando vita a un inseguimento rocambolesco che si concluse dopo 13 chilometri. King scese per ultimo dal mezzo. Si consegnò agli agenti ridendo e salutando ironicamente l'elicottero che stazionava sopra di loro. La reazione dei poliziotti fu durissima.
L'episodio del pestaggio, ripreso da un videoamatore di nome George Holliday, fu trasmesso dai maggiori network televisivi statunitensi e mondiali e fece tornare alla ribalta il problema del razzismo negli Stati Uniti d'America; gli agenti coinvolti testimoniarono di aver creduto che l'uomo fosse sotto l'effetto di una sostanza allucinogena, la fenciclidina (PCP). L'episodio innescò violenti disordini a Los Angeles con forti proteste nei confronti del locale dipartimento di polizia, accusato di esercitare metodi brutali, soprattutto verso le persone nere. La successiva assoluzione degli agenti coinvolti nell'aggressione fu la causa scatenante della grande sommossa a sfondo razziale, nota come rivolta di Los Angeles, scoppiata nella città tra l'aprile e il maggio dell'anno successivo e che mieté oltre cinquanta vittime.
Fu trovato morto, sul fondo di una piscina, il 17 giugno 2012, all'età di 47 anni: il caso venne archiviato come annegamento accidentale e l'autopsia effettuata sul cadavere rivelò tracce di alcol, marijuana, cocaina e PCP nel suo sangue.

## Opere dedicate
- Nel 1991 la cantante Donna Summer incide l'album "Mistaken Identity" la cui title track è ispirata al pestaggio di Rodney King.
- Nel 1992 il regista afroamericano Spike Lee aprì il suo Malcolm X con le immagini del pestaggio subito da King, inserendo in sottofondo un duro discorso di Malcolm X contro il razzismo dei bianchi.

- Nel 1994 il cantante statunitense Ben Harper pubblica l'album Welcome to the Cruel World, che include la canzone Like a King (pubblicata anche come singolo con Whipping Boy), interamente dedicata al pestaggio di Rodney King.
- Nel film Indagini sporche viene mostrato il pestaggio in diversi momenti del film, che è ambientato qualche giorno prima che venga emessa la sentenza nei confronti degli agenti responsabili.
- Anche nel film Straight Outta Compton viene mandato il video del pestaggio nei confronti di Rodney King.
- Nel film American History X il caso Rodney King viene espressamente citato e commentato  durante una discussione tra i membri della famiglia del protagonista.
- L'episodio viene rappresentato dal rapper XXXTentacion nel video ufficiale della sua hit Look at Me, pubblicato nel settembre del 2017.
- Con la scena del pestaggio di Rodney King si apre anche il primo episodio della serie American Crime Story. Rodney King verrà citato anche in altri episodi della serie.
- La vicenda viene rievocata con alcuni flashback nel primo episodio della quarta stagione della serie televisiva S.W.A.T.
- In "American Manhunt: O.J. Simpson" (Netflix, ep.2) viene spiegata la vicenda di King, per far comprendere il contesto socioculturale in cui, da un certo momento in poi, si è inserita la vicenda di Simpson.